# Lasioglossum grandiceps
Lasioglossum grandiceps är en biart som först beskrevs av Heinrich Friese 1925.  Lasioglossum grandiceps ingår i släktet smalbin, och familjen vägbin. Inga underarter finns listade i Catalogue of Life.